# Dictyna minuta
Dictyna minuta är en spindelart som beskrevs av James Henry Emerton 1888. Dictyna minuta ingår i släktet Dictyna och familjen kardarspindlar. Inga underarter finns listade i Catalogue of Life.